# Karl Edel (Mediziner)
Karl Edel (geboren 1837 in Köslin; gestorben am 16. Juli 1921 in Berlin) war ein deutscher Psychiater und Gründer einer privaten Heilanstalt in Berlin-Charlottenburg.

## Leben
Karl Edel stammte aus einer jüdischen Familie. 1855 begann er ein Studium der Medizin in Berlin, welches er im Juli 1859 mit einer Promotion in lateinischer Sprache abschloss. Nachdem er sieben Jahre in Stolp als Arzt tätig gewesen war, kehrte er nach Berlin zurück, um an der dortigen Charité bei Wilhelm Griesinger und dessen Assistent Carl Westphal eine Ausbildung in Psychiatrie zu absolvieren. Anschließend reiste er für einen längeren Studienaufenthalt zu Moritz Benedikt nach Wien, der dort als Ordinarius für Elektrotherapie und Nervenpathologie wirkte.
Mit diesem fachlichen Hintergrund eröffnete er Anfang 1869 in Charlottenburg ein „Asyl für Gemütskranke“ mit zunächst 20 Betten. Als Gebäude diente ein ehemals als Badehaus gebautes Gebäude. Die privat betriebene psychiatrische Klinik wuchs schnell und wurde mit 400 Betten im Laufe der Zeit zur damals größten psychiatrischen Privatklinik Berlins. Im Aufbau der Klinik wurde er unterstützt von Emanuel Mendel, der noch bis 1907 als Psychiater in Berlin tätig war und dem gleichaltrigen Wilhelm Sander, der ebenfalls bei Griesinger gelernt hatte, zeitweise Vorsitzenden der Berliner neurologisch-psychiatrischen Gesellschaft war und Direktor der psychiatrischen Klinik Berlin-Dalldorf, der heutigen Karl-Bonhoeffer-Nervenklinik. Zu seinen teilweise prominenten Patienten Edels gehörte u. a. Ernst Ludwig Kirchner.
Neben seiner klinischen Tätigkeit engagierte sich Karl Edel auch politisch-gesellschaftlich: Er war 21 Jahre Stadtverordneter und Stadtrat von Charlottenburg, darüber hinaus Vorsitzender der Krankenhausdeputation und Dezernent für das Schulwesen in Berlin.
Zwei seiner Söhne, Max und Paul Edel, die ebenfalls Ärzte geworden waren, arbeiteten in der Edelschen Heilanstalt und übernahmen die Leitung, als Karl Edel aufgrund einer Erkrankung in den letzten zehn Jahren nicht mehr dazu in der Lage war. Ein weiterer Sohn war der Karikaturist, Illustrator und Schriftsteller Edmund Edel. Der Grafiker und Schriftsteller Peter Edel war sein Urenkel.

## Schriften
- De rerum morbis. Dissertation an der Berliner Charité vom 8. Juli 1859